# カール・ミコライ
カール・ミコライ（Karl Mikorey, 1903年1月10日 - 1987年6月5日）は、ドイツのテノール歌手。
ベルリンのシェーネベルク出身。エンジニアの資格を取ったが、ミュンヘンでハインリヒ・クノーテに声楽を学び、1929年にブルノとマクデブルクの舞台に出演して歌手としての活動を始めた。1932年からニュルンベルク歌劇場の専属歌手となり、ベルリン、シュトゥットガルトやミュンヘンなどドイツ各地の歌劇場にも客演した。1951年から翌年にかけてバイロイト音楽祭にも参加した。1975年に歌手活動から引退。
ニュルンベルクにて没。